# Andy Ogles
William Andrew "Andy" Ogles IV, född 18 juni 1971 i Nashville i Tennessee, är en amerikansk politiker (republikan). Han är ledamot av USA:s representanthus sedan 2023.
Ogles gick i skola i Franklin High School i Franklin i Tennessee. Han avlade 2007 kandidatexamen vid Middle Tennessee State University.